# Rocky Mount Challenger 2001
Il Rocky Mount Challenger 2001 è stato un torneo di tennis facente parte della categoria ATP Challenger Series nell'ambito dell'ATP Challenger Series 2001. Il torneo si è giocato a Rocky Mount (Carolina del Nord) negli Stati Uniti dal 14 al 20 maggio 2001 su campi in terra verde.

## Vincitori

### Singolare
Jan Vacek ha battuto in finale  Ramón Delgado con il punteggio di 7–6(0), 7–5.

### Doppio
Mark Merklein /  Mitch Sprengelmeyer hanno battuto in finale  Paul Kilderry /  Peter Tramacchi con il punteggio di 7–5, 7–6(7).